# Флю, Энтони
Энтони Флю (англ. Antony Flew; 11 февраля 1923, Лондон — 8 апреля 2010) — британский философ, специализировавшийся в аналитической философии и философии религии.

## Биография
Энтони Флю родился 11 февраля 1923 года в Лондоне. Окончил лондонскую Школу востоковедения и африканистики (SOAS) Лондонского университета, служил офицером разведки в Королевских ВВС.
После войны окончил Колледж Святого Иоанна (Оксфорд), был аспирантом известного учёного-философа Гилберта Райла.
Преподавательскую деятельность начал в колледже Крайст-Чёрч при Оксфордском университете. Затем в течение 11 лет преподавал философию в Университете Абердина и в течение 12 лет — в Keele University.
В 1973—1983 годах — профессор философии Редингского университета. Выйдя в отставку, в течение нескольких лет читал лекции на полставки в Йоркском университете в Торонто.
Долгое время был одним из видных философов-рационалистов, одним из идейных столпов современного атеизма, однако в 2004 году пересмотрел свои взгляды и заявил, что Бог существует.
Избрал для себя мировоззрение атеиста ещё в 15 лет. Известность в академической сфере пришла к нему в 1950 году после публикации одной из статей. Относил себя к числу «негативных атеистов», считая, что богословские предпосылки не могут быть ни подтверждены, ни опровергнуты опытом. Этому вопросу он посвятил книгу «Теология и фальсификация», ставшую одной из самых цитируемых философских работ второй половины XX века. Утверждал, что любой философский спор о Всевышнем должен начинаться с презумпции атеизма, а существование Бога следует доказывать.
Изменение мировоззрения философа началось с того, что он пришёл к выводу о верности двух доказательств бытия Бога, предложенных Фомой Аквинским — «от замысла» и «от перводвигателя». По его мнению, результаты исследований биологами структуры молекулы ДНК со всей очевидностью показали невероятную, непостижимую комплексность всех её компонентов, необходимых для существования жизни, и существование разума, создавшего эту основу жизни. Флю называл абсурдным утверждение, что первая основа жизни — живая клетка, обладающая непостижимой сложностью строения, — могла произойти путём эволюционирования неодушевленной материи вследствие неких природных условий.
Однако при этом Флю отмечал, что его позиция является деистической и далека от христианских или исламских верований. Такую характеристику Богу могли бы дать Аристотель, Джефферсон — сущность, которая явилась первопричиной вселенной, но при этом не вмешивается в людские дела. Он также утверждал, что не верит в жизнь после смерти. Но в своей последней книге он немного в иной форме описывает религиозность: «Если вы хотите, чтобы Всемогущество основало религию, то мне кажется, что этот тандем Иисус и святой Павел является наилучшим выбором». Его книга «Бог есть» описывает существование Высшего разума как единственный логичный феномен существования Вселенной. В ней можно найти также описание ошибок из книг Ричарда Докинза.
Флю умер 8 апреля 2010 года, когда находился в учреждении длительного ухода в Рединге, Англия, страдая от деменции.

## Основные труды
- «Бог и философия» (1966),
- «Эволюционная этика» (1967),
- «Введение в западную философию» (1971),
- «Презумпция атеизма» (1976),
- «Разумное животное» (1978),
- «Атеистический гуманизм» (1993),
- «Жаль разочаровывать, но я все еще атеист!» (2004),
- Бог есть : как самый знаменитый в мире атеист изменил свои взгляды = There is a God: How the World’s Most Notorious Atheist Changed His Mind (2007) / Энтони Флю; при участии Роя Варгезе; [перевод с англ. А. Кучмы]. — М. : Эксмо, 2019. — 189, [1] с. — ISBN 978-5-04-100039-4